# Edificio Tarragona
El Edificio Tarragona (en catalán, Edifici Tarragona) es un rascacielos de Barcelona (Cataluña). Este inmueble se comenzó a construir en el año 1990, como parte del proyecto olímpico de reestructuración de la avenida Tarragona de Barcelona. Las obras fueron bien hasta verano de 1992, periodo de tiempo en el que se pararan dichos trabajos y que no fueron reanudados hasta finales del año 1996.  
La torre Tarragona se completó  en 1998, tiene 22 plantas y 78 metros de altura. Se encuentra situado en la calle de Tarragona, número 159, cerca de la Plaza de España y otros tres rascacielos: el Edificio Allianz, el Hotel Torre Catalunya y la Torre Núñez y Navarro. 
La torre Tarragona fue diseñada por Josep Maria Fargas y su arquitectura, en este proyecto, destacará por su altura, acristalados claros combinados con áreas blancas y limpias o las zonas con presencia de jardines. Hasta el año 2018 presentaba un voladizo de madera, en forma de concha, justo encima del acceso principal a la torre; fue retirado para la creación de un nuevo vestíbulo. 